# O Passeio dos Alegres
O Passeio dos Alegres foi um programa de televisão da RTP que estreou em 15 de Fevereiro de 1980, com apresentação de Júlio Isidro.  O programa era transmitido no período entre as 14h30 e as 19h00 de todos os domingos. Conjuntamente com o programa Bom Dia Domingo era um dos mais longos dessa altura. O programa surgiu a convite de Maria Elisa Domingues  quando Júlio Isidro apresentava na rádio o programa Febre de Sábado de Manhã.
Era um programa para toda a família com muita música, entrevistas, várias rubricas e passatempos. Um dos passatempos mais divertidos foi o "Quantos cabem num Mini?".
O papagaio "Baixinho" era uma presença constante neste programa que marcou a década de 80 em Portugal. Mais tarde entrou o chimpanzé "Choné".
Júlio Isidro convida Herman José para o seu programa de domingo à tarde onde brilha com personagens como Tony Silva, Cipriana Pureza ou Nelito. Outros atores em destaque são Ana Bola (Anucha Mil Homes), Lídia Franco, Júlio César, Orlando Costa, e Margarida Carpinteiro (Dores Paciência), entre outros.
O personagem Avô Cantigas, desempenhado por Carlos Alberto Vidal, também foi iniciado no programa.
Muitos foram os artistas nacionais e estrangeiros que por lá passaram, para além de ranchos folclóricos, grupos de dança, de ginástica e de circo. 
Vários artistas foram lançados no programa. Alguns exemplos: António Variações, Natália Andrade.
O último programa, em 1982, foi emitido a partir do Teatro Aberto e nele foi feita a entrega dos prémios "Chonés de Ouro" a diversos colaboradores do programa, bem como a muitos dos seus convidados como Henrique Viana, Júlio César, Lena D´Água e a Banda Atlântida, Paulo de Carvalho, Herman José, Rui Veloso, Vitorino, UHF e Heróis do Mar, Táxi, entre muitos outros.
O programa voltou à RTP1 e com o mesmo apresentador, Júlio Isidro, em 9 de Março em 2002 mas desta vez a ocupar as tardes de Sábado.
Em declarações à revista TV Guia Júlio Isidro chegou a confessar que tinha sido o seu programa mais importante em dezenas de anos ao serviço do serviço público:  "Não vale a pena mistificar isso. Não tenho dúvida nenhuma de que é, pois trata-se de um formato que, com o devido respeito, continua a existir hoje em dia. O programa tinha variedades, entrevistas, passatempos, momentos de humor... Veja se não há por aí uns formatos de 3 h por dia que são isso mesmo! E era tudo da minha cabeça." 
O programa ficou em 22º lugar na votação Os 50 Melhores Programas de Sempre da televisão portuguesa, promovida em 2007, pelo Diário de Notícias, pela revista Time Out e pelas Produções Fictícias.

## Ligações Externas
- IMDB
- Herman / Herman no Citi
- Herman / Herman no Citi
- Revista Sábado
- Disco de 1982
- O Tal Canal